# Tuamotu (grupa etniczna)
Tuamotu – grupa etniczna w Polinezji Francuskiej, autochtoni archipelagu Tuamotu, odłam Polinezyjczyków.
W 1985 roku ich liczebność wynosiła ok. 12 tysięcy. Posługują się językiem tuamotu z rodziny polinezyjskiej, w użyciu jest także język francuski oraz język tahitański. 65% Tuamotu wyznaje katolicyzm, pozostali są protestantami.